# スラ・スラン
スラ・スラン（Srah Srang, クメール語: ស្រះស្រង់）は、カンボジアのアンコール遺跡にある東バライの南、バンテアイ・クデイの東側に位置するバライである。「王の沐浴池」（英語: The royal bathing pool）とも称される。

## 歴史
当初はラージェンドラヴァルマン2世（在位944-968年）の開教師 Kavindrarimathana の指導により、10世紀中頃に掘られた。その後、1200年ごろジャヤーヴァルマン7世（在位1181-1220年）によって変更され、またその西側にはラテライトの桟橋が付け加えられたが、それはおそらく東バライが堆積物に埋まり、機能しなくなり始めていたことによる。フランスの考古学調査では、近くに大規模なネクロポリスが発見された。

## 構成
現在のスラ・スランは東西 700メートル、南北300メートルで、今もなお一部は氾濫する。他のバライと同様、基底部の検証によって示唆されるように、おそらく寺院がその真中にある人工島の上に建っていた。
砂岩で成形されたラテライトの桟橋がバンテアイ・クデイの入口の向かいにあり、日の出を見るための人気の場所でもある。そこは十字型になり、両側にあるナーガの欄干の端には、3つの頭をもたげたナーガに翼を広げたガルーダが乗った彫刻がある。水辺へと降りられる階段は、両側を2体のライオン（シンハ）によって守られている。